# 제2차 세계 대전 기간의 런던

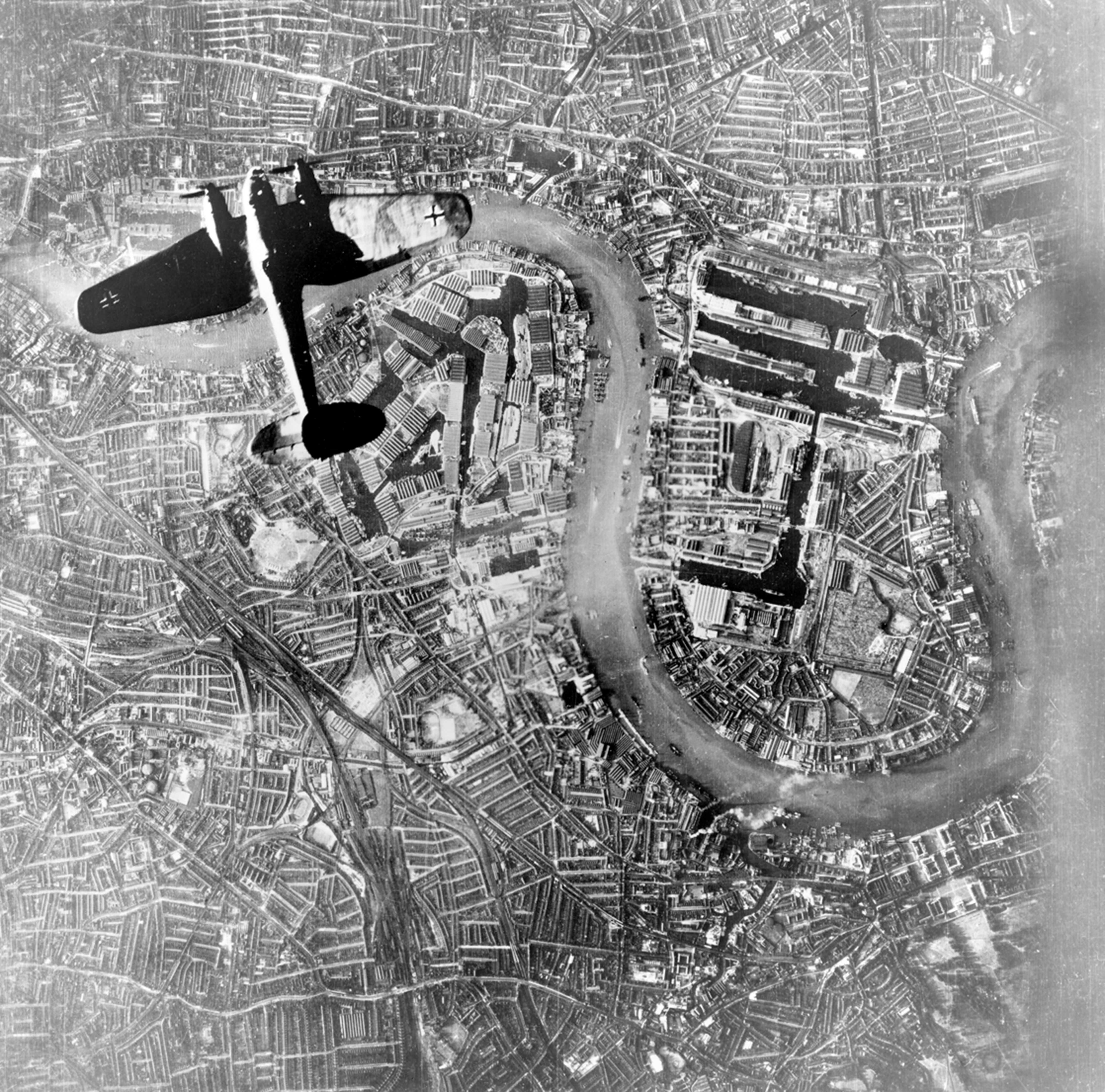
1940년 9월 7일 사우스런던 서더크구 로더하이드(Rotherhithe)를 폭격하는 하인켈 He 111

영국이 1939년 9월 3일부터 1945년 8월 15일까지 참전했던 제2차 세계 대전이 시작했을 때 런던은 인구가 820만 명으로 세계 최대 도시였다. 영국 뿐 아니라 대영제국의 수도였던 런던은 영국의 전쟁 노력의 핵심 도시로서 1940년에는 루프트바페, 1944년에서 이듬해에는 V-1 비행폭탄, V-2 로켓, V-3 캐넌의 주된 목표였다.
전쟁 동안 런던에서 민간인 18,688명이 사망한 것으로 보이는데 이는 전체 시민의 0.23%다. 150만 명이 노숙자가 됐고 가옥 350만 채와 업무 지역 84만 m2가 파괴되거나 손상됐다.

## 대비
1935년 6월부터 런던 전역에 걸친 공습 대비 계획들이 제시됐다. 그러한 계획들의 규칙과 자원은 자치구마다 달랐다. 공습 대비 계획에 참가하는 이들은 폭격에 대비해 화재 진화대, 구조자, 건물 수리자 간에 협동할 것이 예상됐다. 1938년 6월 여성 자원대가 전투를 지원하고 공습으로부터의 보호를 위해 토트힐로(Tothill Street) 41번에 세워졌다. 런던은 야간에 등화관제 하에 놓였는데 가로등, 차량 헤드라이트, 심지어 담배불도 꺼지도록 계획됐다. 1938년 9월 런던인들은 방독면 보급지에 나타날 것이 요청됐다.
런던은 3중 방어선으로 에워싸졌다. 최외곽 방어선은 릭먼즈워스(Rickmansworth), 포터스 바(Potters Bar), 에핑의 숲, 하운즐로, 킹스턴어폰템스, 브롬리를 이었다. 중간 방어선은 엔필드(Enfield), 해로(Harrow), 원스테드(Wanstead), 웨스트노어우드(West Norwood)를 가로지른다. 내부 방어선은 브렌트강으로부터 리강까지 템스강 북쪽 둑을 가로지른다. 외곽 방어선 두 곳은 참호, 사격 진지, 바레케이드를 포함하는 대전차선이었다. 내부 방어선은 군인들이 경비했다. 강물의 터널 파괴를 막기 위해 수문이 지하철에 세워졌다. 폭격기가 목표물을 명중시키기 어려운 고도에서 날게 하기 위해 조색기구가 띄워졌다. 몇몇 런던 지역구에서는 공습에 대비하여 시민들과 예비역을 훈련시켰다. 시티오브웨스트민스터 메이페어에 있는 피츠모리스 장소(Fitzmaurice Place)가 왕실을 위한 도피처로 비밀리에 지정됐고, 필요하면 캐나다로 피란을 가는 계획도 세워졌다.
폭격에 대비하기 위해 박물관과 도서관 소장품들도 안전한 장소로 옮겨졌다. 1939년 8월부터 자연사 박물관 소장품이 옮겨졌고 전쟁 중 간헐적으로 개관했다. 대영박물관 소장품 약 3만 점이 웨일스 국립 박물관으로 옮겨졌고, 이후에는 그곳으로부터 윌트셔의 미사용 채석장으로 옮겨졌다. 내셔널 갤러리에 있는 모든 작품들도 옮겨졌는데 주로 웨일스로 옮겨졌다. 알드위치역은 엘긴 대리석 조각군을 포함한 대영박물관과 공공 기록소 소장품들의 저장고로 이용됐다. 웨스트민스터 사원의 귀중품들도 옮겨졌고, 옮길 수 없는 것들은 샌드백 6만 개로 보호됐다.
왕립 동물학대 방지협회는 제2차 세계 대전 첫 1주일 간 식량 절약을 위해 애완동물 40만 마리를 안락사했다. 1939년 9월 1일 정오, BBC PD들은 본사가 바로 운영을 중단한다는 것을 알게 됐다. BBC는 라디오 방송을 채널 한 곳으로만 진행한다고 선언했다.

## 피란

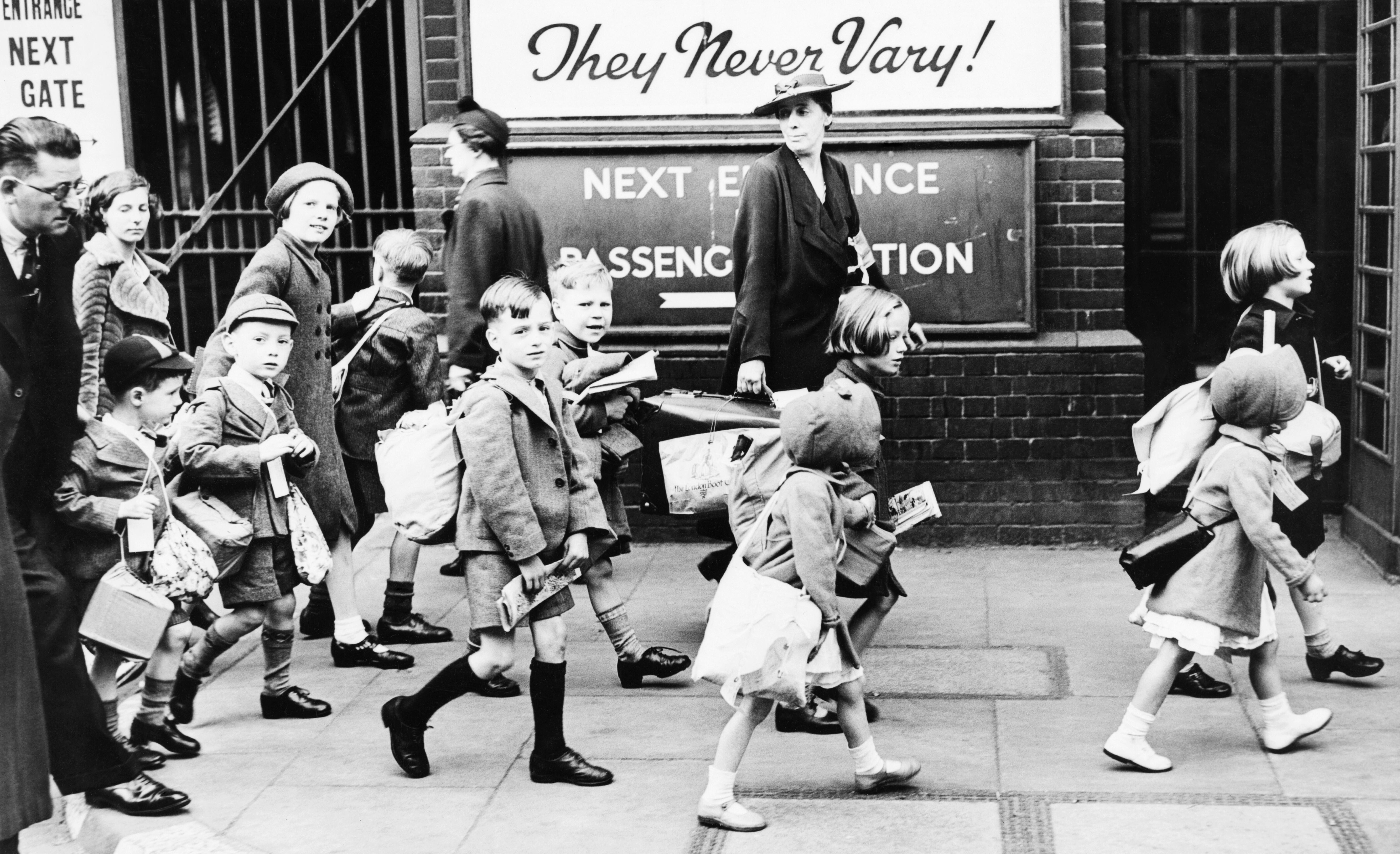
잉글랜드 서부 지역으로 피란되어지는 학생

1938년 9월 28일 런던주 당국은 아이들을 런던으로부터 국내의 더 안전하다고 여겨졌던 곳으로 피란시키기 시작했다. 첫 피란대는 유치원생 1,200명과 장애 아동 3,100명을 포함했으나 이후 약 1년 간 전쟁이 일어나지 않자 아이들을 더 피란시키는 계획은 취소됐다.
영국이 제2차 세계 대전에 참전하기 이틀 전인 1939년 9월 1일 피란 프로그램이 본격 시작했다. 부유층은 차량에 아이들을 태우고, 대거넘 지역처럼 선박을 이용하는 경우도 있었지만 피란민 대부분은 런던을 기차를 타고 떠났다.
해당 계획의 혜택을 본 런던 부모들은 반에도 못 미쳤다. 아이들이 시골로 피란 갔을 때 산발적으로 조직됐고 형제자매가 흩어지거나 아이들이 부적절한 관리인에게 맡겨지는 경우도 있었다. 1939년에 폭격은 없었고 피란민 대부분은 귀환했다. 10월 중순까지 어머니와 자녀 5만 명이 런던으로 돌아온 것으로 추산되는 정도지만 런던에 남아 있거나 돌아온 아이들을 위해 학교들이 운영되지 않았고 교사들은 다른 학생들과 피란을 갔다. 1940년 1월 11일까지 런던주 지역에서 학교 15곳만 운영됐다.
아이들 뿐 아니라 런던의 병원들은 환자들을, 정부는 공무원 수 천 명을 황색 계획이라는 이름 하에 피란시켰다. 일반 시민들 중에서도 전쟁이 시작했을 때 자발적으로 피란을 간 이들이 많았고 1940년 3월 첼시 지역 인구는 57,000명에서 36,000명으로 줄었다.

## 식량과 배급
전쟁이 시작하고 첫 몇 달 간 핵심 식량 가격이 급등했고 1939년 11월 가격 통제가 도입됐다. 폭리를 취하여 전쟁모리배로 간주된 이들은 대중들의 공분을 사게 됐고 이스트엔드 지역의 스테프니 세입자 방어 연맹(Stepney Tenants' Defence League)처럼 피켓 시위를 벌이는 이들도 있었다. 1939년 9월 석유를 시작으로 배급제가 시행되어 식품과 의류로 확대됐다. 새로운 배급 규칙에 대한 소문이 퍼졌을 때 몇몇 시민들은 규제가 도입되기 전 사재기를 했다. 가령, 로즈 모컬리(Rose Macaulay)는 석유 배급이 시행되기 전에 주유를 하려는 자동차 행렬이 수 마일에 달했다고 했다. 석유를 구하기 어려워짐에 따라 런던의 도로는 버려졌고 버스와 택시가 운행을 중단하기도 했다.